# Reggenza di Bantul
La reggenza di Bantul (in indonesiano Kabupaten Bantul) è una reggenza (kabupaten) dell'Indonesia situata nella regione speciale di Yogyakarta.